# Naturum Laponia
Naturum Laponia är ett naturum för det svenska världsarvet Laponia, som ligger på Viedásnjárgga (Viedasudden) i sjön Langas  i Stora  Sjöfallets/Stour Mourkke nationalpark och invigdes 2014.
Det runda, men inte cirkulära, besöks- och informationscentrum i en våning ritades av Gert Wingårdhs arkitektkontor efter en arkitekttävling. Huset ägs av Naturvårdsverket och förvaltas av föreningen Laponiatjuottjudus. I Laponiatjuottjudus styrelse finns representanter från samebyarna i Laponia, Naturvårdsverket, Länsstyrelsen i Norrbottens län och Jokkmokk och Gällivare kommuner. Från byggnaden går det träspänger ut på udden. I anläggningen ingår också årudahka ett sameviste med en torvkåta, en låvdagoah bågstångskåta och en luovve (förrådsställning). 
Husets fasad är klädd med obehandlade träbalkar som monteras med distans till de tekniska ytterväggarna. Inomhusväggarna är gråa. Bjälklaget bärs upp av plintar i två ringar, där plintarna i den inre har dubbats till berget och övriga gjutits in i berget. Bjälklaget består av limträbalkar, på vilket ligger ett golv av massivt trä. Stommen består av limträbalkar. Taket är ett falsat brädtak av kärnfuru.